# Римский мост (Шавиш)
Римский мост (порт. Ponte de Trajano) — арочный мост через реку Тамега в городе Шавиш, Португалия. Памятник древнеримской архитектуры. Длина моста — около 140 м, самый большой пролёт имеет длину 8,9 м, а общее количество арок — 12.
Мост был построен в I веке н. э. римским императором Траяном и в то время имел важное стратегическое и экономическое значение. Переправа являлась частью дороги, связывающей испанский город Асторга и португальскую Брагу с остальной империей. Этот регион в то время был известен своими рудниками по добыче драгоценных металлов и горячими источниками, кроме того здесь были расквартированы многочисленные отряды римских легионеров.
За почти два тысячелетия мост неоднократно восстанавливался, реконструировался и перестраивался. Некоторые каменные детали заменены на железные, расширены пешеходные дорожки, уложена брусчатка.